# Konkurrenceanalyse
Konkurrenceanalyse er den form for analyse, som virksomheder foretager for at blive i stand til at positionere virksomheden eller virksomhedens produkt(er) (herunder serviceydelser) optimalt i forhold til konkurrenter. Der findes utallige modeller for konkurrenceanalyse, hvoraf den mest udbredte må formodes at være Michael E. Porter's Five Forces.

## Five Forces
Five Forces modellen tager, som navnet antyder, fem kræfter i betragtning, som hver især har indflydelse på den interne rivalisering (dvs. konkurrence) i en given branche. Modellen anvendes især til at skabe overblik over en konkurrencesituation, men kritiseres ofte for at være for statisk idet den tager ringe højde for, at markeder og konkurrencer kan ændre sig fra dag til dag. Imidlertid er modellen stadig et af de bedste værktøjer til at få indsigt i, hvordan en branche fungerer og hvilke faktorer, der gør sig gældende i udformningen af konkurrencen. De fem kræfter, der analyseres er kundernes forhandlingsmagt, leverandørernes forhandlingsmagt, substituerende produkter, indgangsbarrierer og intern rivalisering.
Der er derfor tale om 5 forskellige kræfter, som hver især rammer nogle punkter som er værd at tage op til overvejelse inden indtræden på et konkurrencefyldt marked.

## Kundernes forhandlingsmagt
Kundernes forhandlingsmagt illustreres bedst ved to ekstreme eksempler. I det ene eksempel er der tale om, at en given virksomhed har monopol. I en sådan situation vil virksomheden have størst mulig kontrol over udbud og prissætning. Da kunderne ikke har mulighed for at købe produktet andetsteds, siges virksomheden at have al forhandlingsmagten og købere er derfor overladt til virksomhedens beslutningstagen. I det andet eksempel er der tale om fuldkommen konkurrence. Denne tilstand foreskriver, at der er så mange udbydere af et produkt, at priserne presses ned til et punkt nær produktionsomkostningen. Da købere i denne situation frit kan vælge en udbyder, er det køber, der har forhandlingsmagten. I praksis eksisterer disse ekstreme tilstande dog sjældent, men pointen er dette: Hvis antallet af købere er få i forhold til antallet af udbydere, har køberne større forhandlingsmagt (f.eks. mht. priser), idet virksomheden ikke har mange kunder at sælge til.

## Leverandørernes forhandlingsmagt
Ligesom med kundernes forhandlingsmagt afhænger leverandørernes forhandlingsmagt af forholdet mellem antallet af leverandører og antallet af virksomheder i branchen. Hvis en leverandør reelt er den eneste leverandør eller er medlem af et kartel, har leverandøren særdeles stor forhandlingsmagt, hvis der er flere aftagere af leverandørens produkt. Et eksempel kunne være oliekartellet OPEC. Selvom der udvindes råolie mange steder i verden, sidder OPEC på langt den største del af produktionen. Deres magt over priser og produktion har globale økonomiske konsekvenser, idet så mange brancher og samfund er afhængige af olie. Et andet eksempel kan være det typiske danske landbrug, der producerer korn. Der produceres så meget korn, at der rent faktisk er en overproduktion og idet landbrugene er så mangfoldige, kan aftagere af korn forholdsvis nemt forhandle priserne ned.

## Substituerende produkter
Det er vigtigt at overveje om virksomhedens kunder har nemt ved at finde produkter, der kan erstatte virksomhedens produkt. Hvis det er nemt for en kunde at løse et givent problem ved at skifte til et andet produkt øger det sandsynligheden for større konkurrence. Et eksempel er passagerflyets indtog i USA, hvor jernbaner var den hidtil foretrukne form for transport. Imidlertid overvejede de amerikanske jernbaner aldrig, at passagerflyet overhovedet var en direkte konkurrent til toget, da flybranchen syntes at adskille sig så markant fra togbranchen. I virkeligheden er begge brancher den samme: Nemlig transport og begge produkter kan i større og mindre grad erstatte hinanden. Findes der mange substituerende produkter mindsker det profitten i en branche fordi konkurrencen er større – også selvom konkurrenterne ved første øjekast ikke er direkte konkurrenter.

## Indgangsbarrierer
Også afgørende for konkurrence i en branche er tilstedeværelsen og typen af indgangsbarrierer. Der er stor risiko for mere konkurrence og dermed lavere profit, hvis det er nemt for nye virksomheder at etablere sig i branchen. I industribrancher er indgangsbarrierne ofte høje, idet der skal investeres store summer i fabrikker, lager, infrastruktur osv. I medicinalbranchen er indgangsbarrierne notorisk høje, da det kræver enorme investeringer i forskning og udvikling, testfaser og tilladelser. På den anden side kan næsten alle starte en gartner-virksomhed, der blot kræver en græsslåmaskine og en hækkesaks. Størrelsen af indgangsbarrierne har altså stor indflydelse på, hvor meget konkurrence man som virksomhed kan forvente og dermed hvor meget profit man kan forvente. Hvad der dog også er værd at overveje er udgangsbarrierer. Hvis det er omkostningsfuldt at lukke en virksomhed i branchen, øger det risikoen ved i det hele taget at gå ind i branchen. F.eks. vil en industrivirksomhed typisk have store summer af penge bundet i aktiver af bygninger og lagervarer. Sådanne aktiver kan som regel ikke afhændes fra den ene dag til den anden og de vil derfor stadig have omkostninger forbundet med sig i en tid efter virksomheden er lukket.